# Arisaema lihenganum
Arisaema lihenganum — многолетнее клубневое травянистое растение, вид рода Аризема (Arisaema) семейства Ароидные (Araceae).

## Ботаническое описание
Растения до 50 см высотой, однодомные или мужские.
Корневище ползучее, горизонтальное, от пурупурового до коричневатого снаружи, красно-пурупуровое внутри, полуцилиндрическое, до 13 см длиной, около 4 см в диаметре, ветвистое.

### Листья
Катафиллы до 20 см длиной, некоторые из них окружающие непосредственно цветоножку.
Лист один, появляется одновременно с соцветием. Черешок пурпурово-коричневый с зелёными пятнами, до 30 см длиной, выходящая за пределы ложного стебля. Листовая пластинка состоит из трёх листочков на черешочках 3,5—4,5 см длиной; листочки почти равные по размеру, до 25 см длиной и 15 см шириной; центральный листочек продолговато-овальный, в основании округлённо-клиновидный, на вершине заострённый и с хвостовидным образованием; боковые листочки наклонные.

### Соцветия и цветки
Цветоножка 11—20 см длиной, изогнутая при плодах. Трубка покрывала белая или бледно-зелёная, узкотрубчатая, 4,5—6 см длиной, 7—9 см в диаметре в развёрнутом виде; пластинка в основании половина белая, на конце половина красно-пурупуровая, от узкодельтовидной до узкодельтовидно-овальной, 15—20 см длиной, 5—6,5 см шириной, на вершине заострённая.
Початок становится двуполым у взрослых растений. Женская зона 20—30 мм длиной и около 10 мм в диаметре; цветки зелёные, формы бутылки. Мужская зона 10—20 мм длиной и около 8 мм в диаметре; цветки в основном белые. Придаток сидячий, 13—16 см длиной, тонкий, выходящий за пределы покрывала и свешивающийся, в основании белый, на конце тёмно-красно-пурпуровый, по всей длине с многочисленными нитевидными стерильными цветками 3—5 см в диаметре.

## Распространение
Встречается в Китай (Гуанси).
Растёт на известняковых скалах среди густых вечнозелёных лесов, на высоте около 1000 м над уровнем моря.